# مطار رونالد ريغان الوطني
مطار رونالد ريغان الوطني (بالإنجليزية: Ronald Reagan Washington National Airport)‏ هو مطار دولي يقع في فيرجينيا. بني في 1941.

## صور ذات علاقة

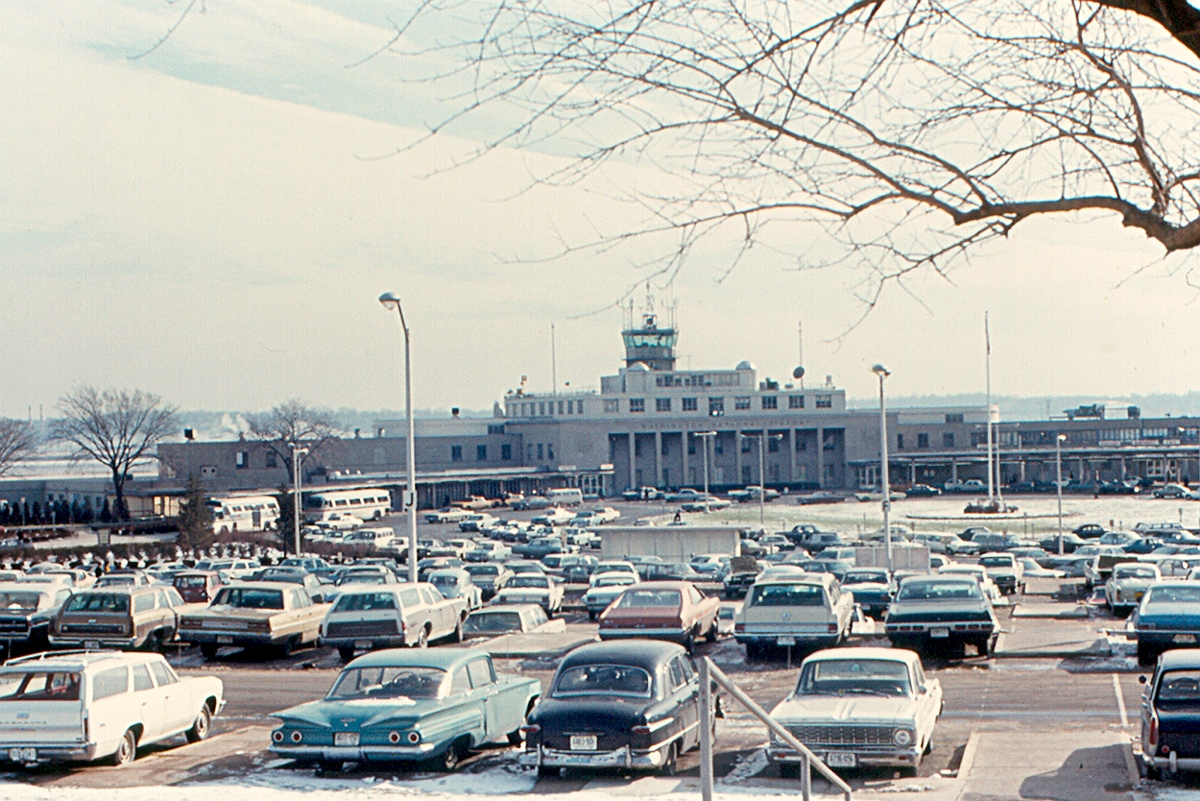
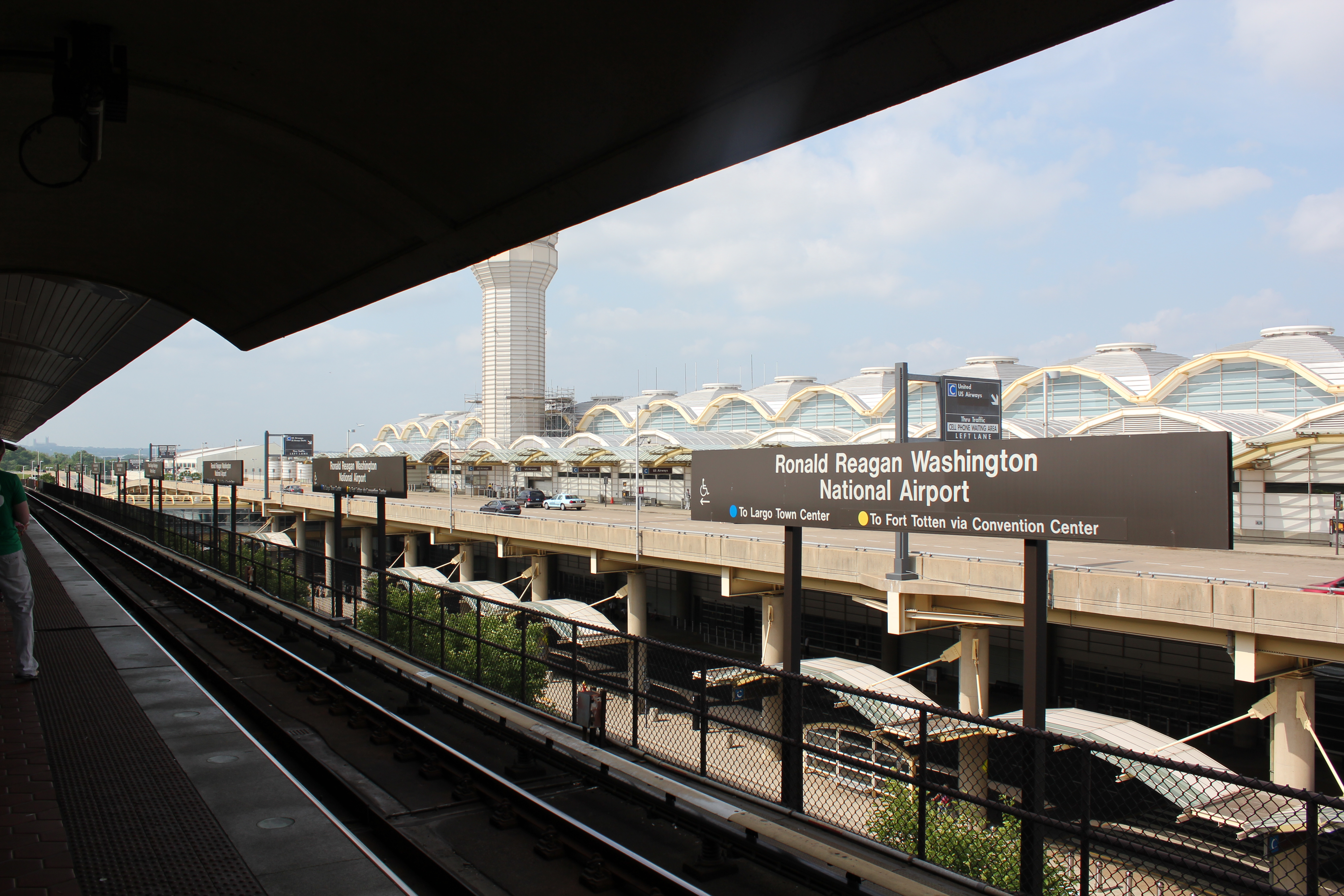
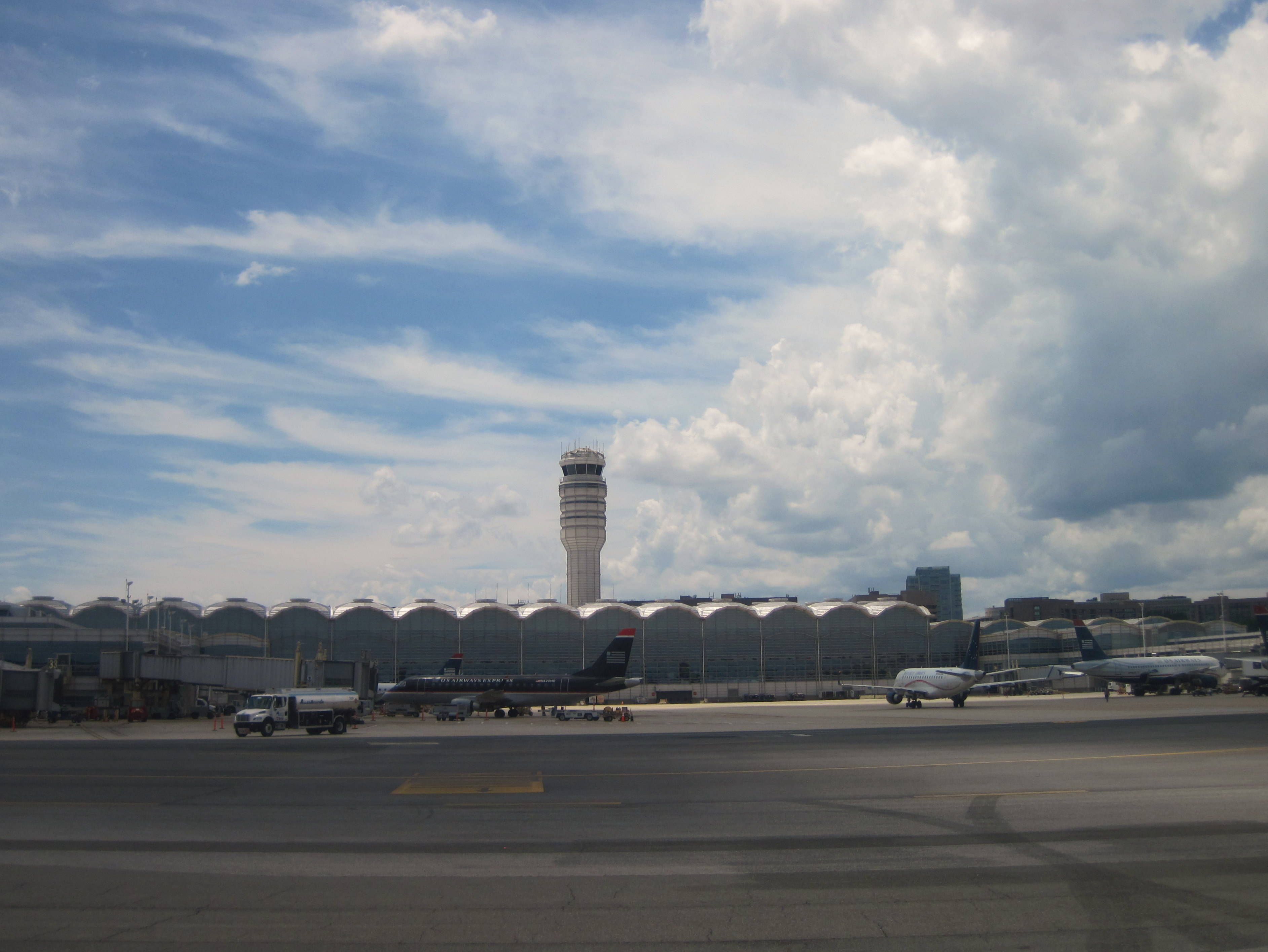
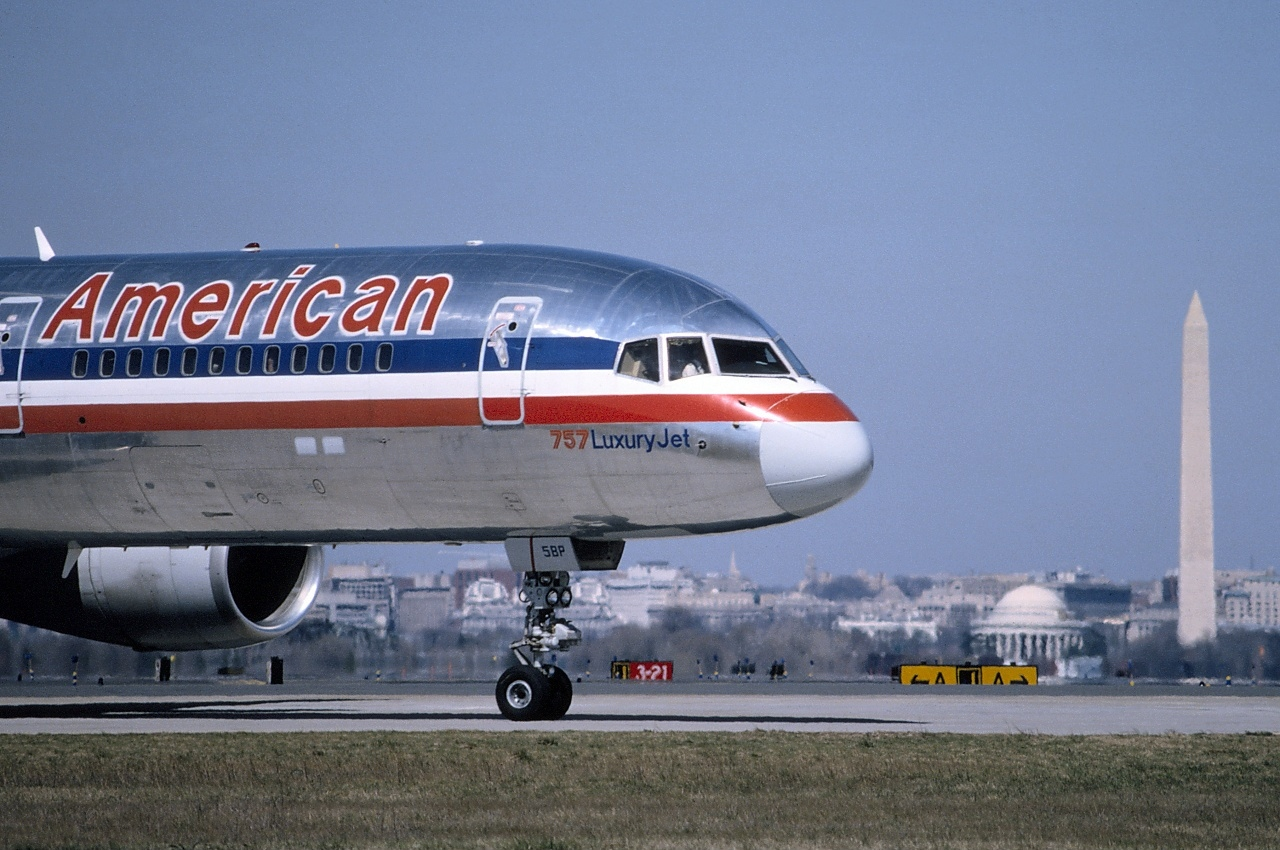
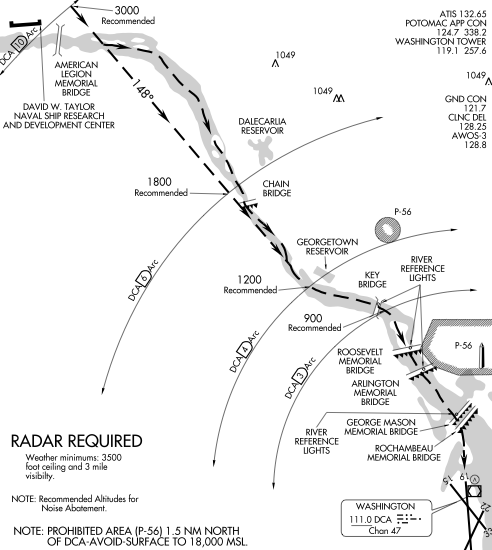
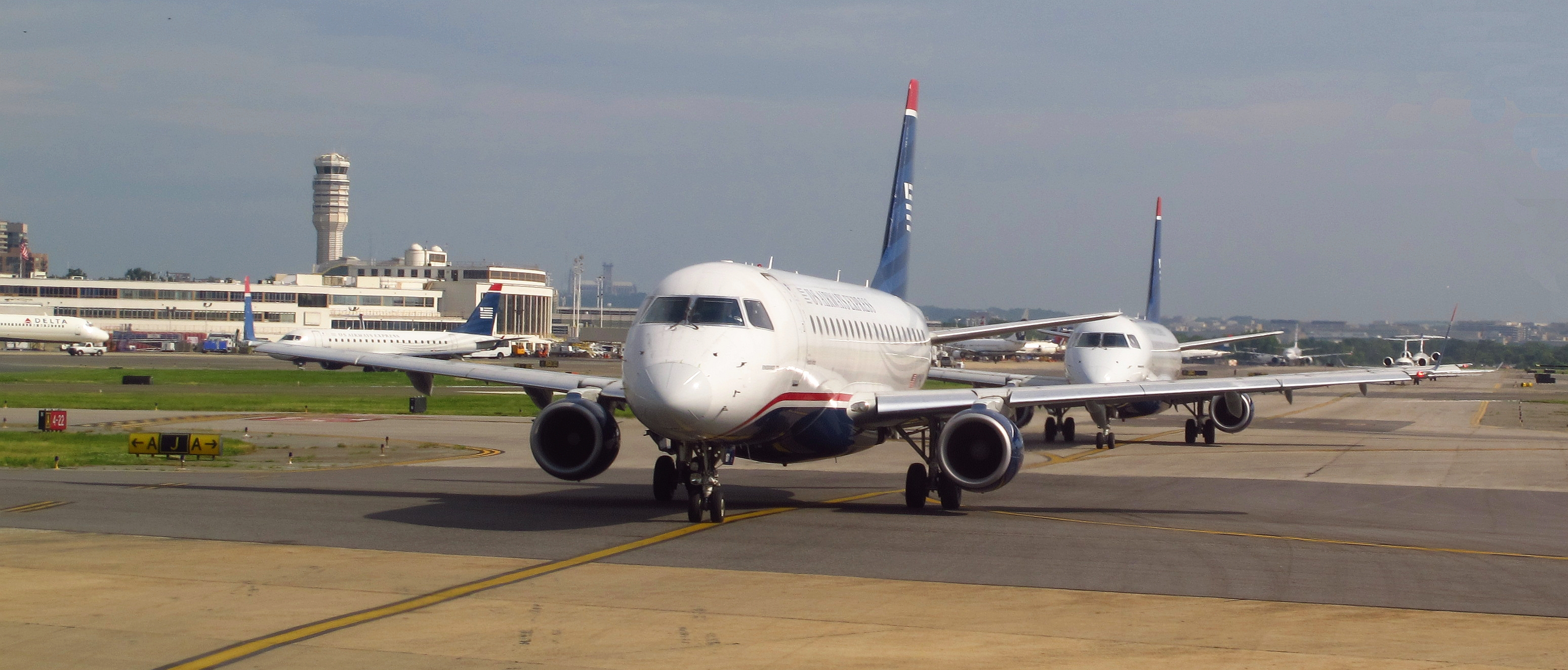